# Erich Brehm
Erich Brehm (* 12. September 1910 in Berlin; † 15. November 1966 ebenda) war ein deutscher Kabarettautor und -leiter.

## Leben
Brehm studierte Mathematik und Physik und war in Berlin-Neukölln als Lehrer tätig. Im Juni 1945 gründete er mit Heinz Kuckhähn das erste Berliner Kabarett der Nachkriegszeit, das Kiki in der Kindl-Brauerei. Bald wurde er von Stadtschulrat Ernst Wildangel ins Hauptschulamt berufen und wurde stellvertretender Stadtschulrat. Erst 1948 kehrte er zur Bühne zurück und schrieb mit Horst Heitzenröther Texte für das Kabarett Frischer Wind. Danach war er beim Kabarett Kleine Bühne und wurde nach seinem Ausscheiden aus dem Stadtschulamt Ende 1951 dessen Leiter.
Ab 1953 war er der erste Leiter des neu gegründeten Berliner Kabaretts Die Distel. Nachdem er die Leitung 1958 an Hans Krause übergeben hatte, produzierte er Das Stacheltier, die einzige satirische DEFA-Kurzfilmreihe. Brehm war Autor zahlreicher Kabaretttexte und Drehbücher für Stacheltier und Magazinsendungen. Im Jahr 1961 wurde er mit dem Nationalpreis der DDR ausgezeichnet.